# Psáry
Psáry é uma comuna checa localizada na região da Boêmia Central, distrito de Praha-západ.